# Hay que ver
Hay que ver (inicialmente como Hay que ver, todos los días) fue un programa de televisión de espectáculos y entretenimiento argentino, conducido por José María Listorti y Denise Dumas. Se emitía por El Nueve y fue producido por LaFlia Contenidos. El programa se estrenó el 2 de mayo de 2018 y era emitido de lunes a viernes de 3:00 p.m. a 5:00 p.m. (UTC -3).

## Historia
Hay que ver es un programa que mezcla actualidad, noticias y humor. Tiene famosos invitados, informes especiales, noticias sobre Showmatch (de la misma productora) y música en vivo.
A comienzos del programa, el mismo se dedicaba más a la política y a las noticias. Con el pasar de los meses se centraron más sobre la actualidad, farándula y humor (como un magazín), ganando  mayor audiencia. Gracias a esto, cambió totalmente el rumbo del programa. Por ese motivo, la panelista política, Nancy Pazos, se retiró del programa, luego Fernando Cerolini se fue por problemas personales. Para reemplazarlos ingresaron Matilda Blanco y Marcela Coronel. Una semana después se incorporó al programa Bárbara “Barby” Simons. En 2019 se alejaron Blanco y Coronel y se incorporó nuevamente la periodista de espectáculos Fernanda Iglesias. Luego en 2020 volvería a integrarse Marcela Coronel para después de algunos meses retirarse definitivamente del programa por una discusión con Denise Dumas.
En septiembre de 2020 el productor ejecutivo del Programa, Gabriel Fernández, ingresa al panel del programa siendo la primera vez en la historia de la TV Argentina que una persona que además de producir el programa, este presente en el panel de un programa.
En junio de 2021, Denise Dumas y el equipo finalizaron definitivamente el ciclo de 3 años en pantalla.

## Equipo

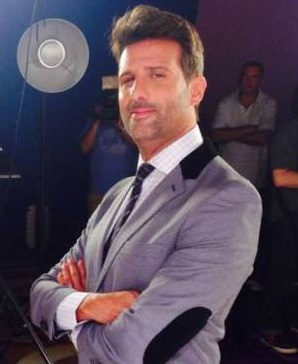
José María Listorti, conductor que acompañó a Denise Dumas.

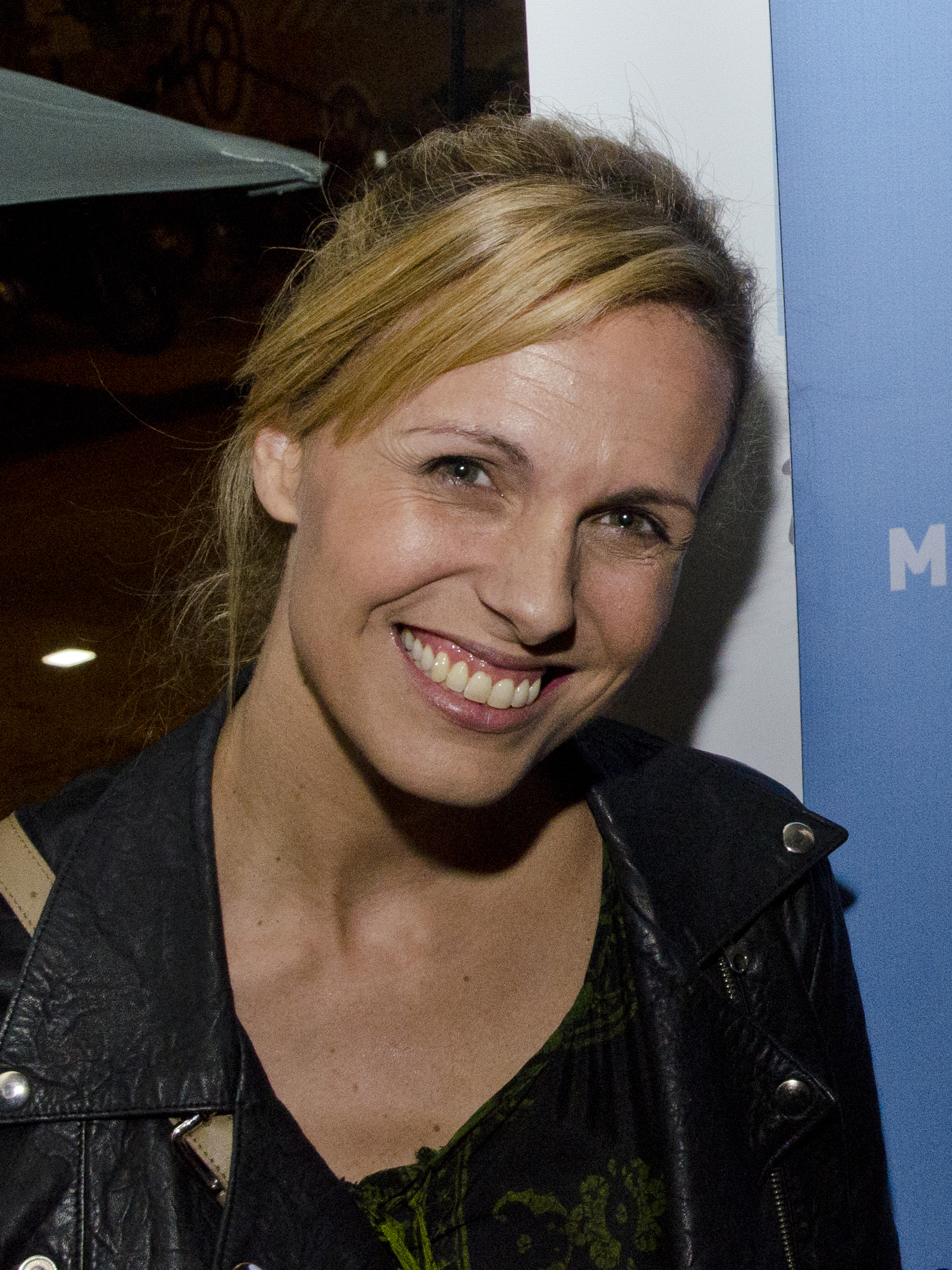
Denise Dumas, conductora que acompañó a José María Listorti.

### Conductores
- José María Listorti (2018-2021)
- Denise Dumas (2018-2021)

### Panelistas
- Carolina Molinari (2018-2021)
- Maximiliano Legnani (2018-2020)
- Bárbara Simons (2018-2020)
- Marcela Coronel (2018-2020)
- Matilda Blanco (2018)
- Nequi Galotti (2019-2021)
- Fernando Cerolini (2018)
- Nancy Pazos (2018)
- Fernanda Iglesias (2018, 2019-2021)
- Lourdes Sánchez (2020-2021)
- Paula Trápani (2020-2021)
- Gabriel Fernández (2020-2021)
- Majo Martino (2021)

### Móviles
- Martín Salwe (2019-2021)
- Alejandro Castello (2018-2021)
- Edgardo Roustecko (2021)
- Bárbara Del Cabo (2018)